# ゼルバベル

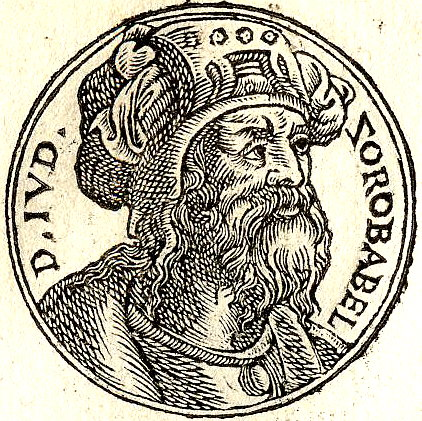
ゼルバベル

ゼルバベルは、『旧約聖書』の人物である。名前の意味は「バビロンの種」であると言われている。ダビデ王家の直系の子孫であり、バビロン捕囚からの帰還の時期に活躍したユダヤ人の指導者である。

## 生涯
紀元前597年、エコヌヤの子の孫として生まれた。またはシェアルティエルの子、『新約聖書』では「エコンヤの子、シャルティエルの子、ゼルバベル」と書いてある。
キュロス2世王の勅令による、バビロンからエルサレムへの帰還民約4万2人余りの指導者として登場する。彼は行政の指導者監督になる。ヨホツァダクの子ヨシュアが宗教指導者になり、共に指導する。
紀元前538年にエルサレム神殿の再建工事に取り掛かるが、周囲のサマリヤ人たちの妨害によって中断させられた。神殿再建が挫折してユダヤ人たちは失意のうちにあったが、預言者預言者ハガイとゼカリヤが立ち上がり、指導者ゼルバベルとヨシュアを奨励した。そして、中断してから16年後に再開して、4年の歳月を経て、紀元前515年に神殿が完成した。これを第二神殿という。